# 尾鷲市立九鬼小学校
尾鷲市立九鬼小学校（おわせしりつ くきしょうがっこう）は、かつて三重県尾鷲市九鬼町374-1にあった公立小学校。北牟婁郡九鬼村時代の名称は九鬼小学校ではなく九木小学校だった。

## 歴史

### 開校

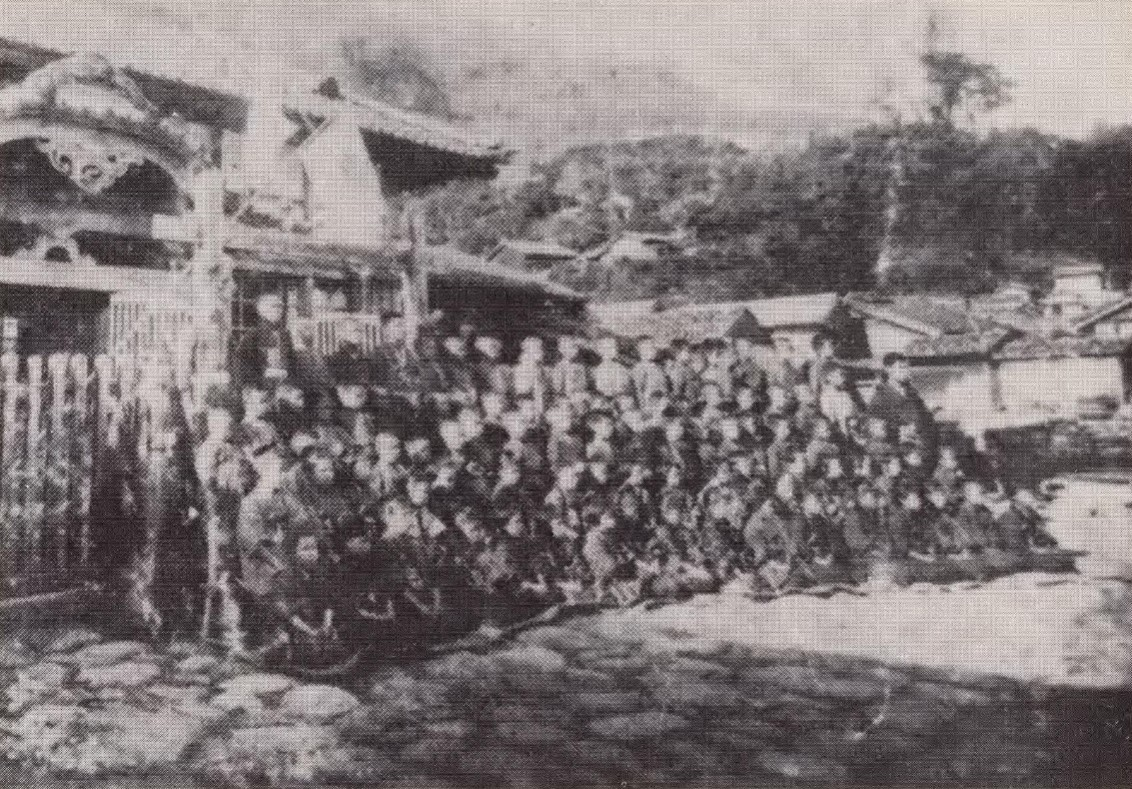
明治時代初期の九木学校

1872年（明治5年）に学制が公布されると、1874年（明治7年）10月25日には三重県北牟婁郡の九木浦と早田浦を学区とする九木学校が設立され、1877年（明治10年）に正式に認可された。
初年度の児童数は男21人・女2人の計23人だったが、1880年（明治13年）には46人、1883年（明治16年）には73人にまで増加している。
当初の九木学校は独立した校舎を持たず、真巌寺を借用して授業を行っていたが、1883年（明治16年）には九木漁港近くに九木学校の校舎が新築された。校舎は2つの教室を有しており、運動場は石畳だった。

### 九鬼村時代
1889年（明治22年）には町村制の施行によって、九木浦・早田浦・行野浦の区域に北牟婁郡九鬼村が発足している。1901年（明治34年）10月、九木神社の北側の高台の現在地に移転した。九鬼町はブリ定置網における日本三大漁場のひとつとして栄え、1937年（昭和12年）には九木小学校の児童数が418人に達した。1941年（昭和16年）には国民学校令が公布され、九鬼村立九木国民学校に改称した。

### 尾鷲市時代

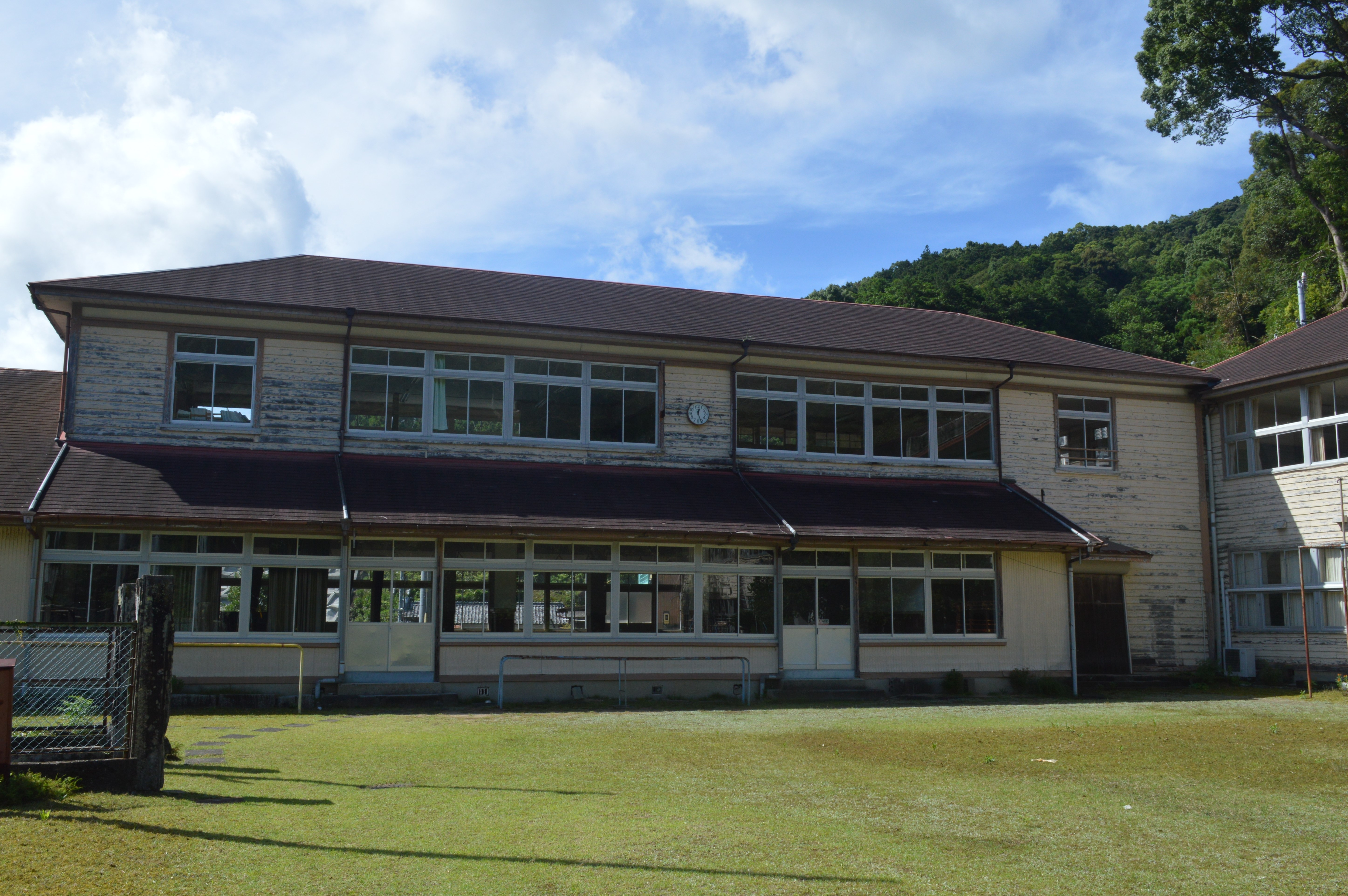
西側の校舎

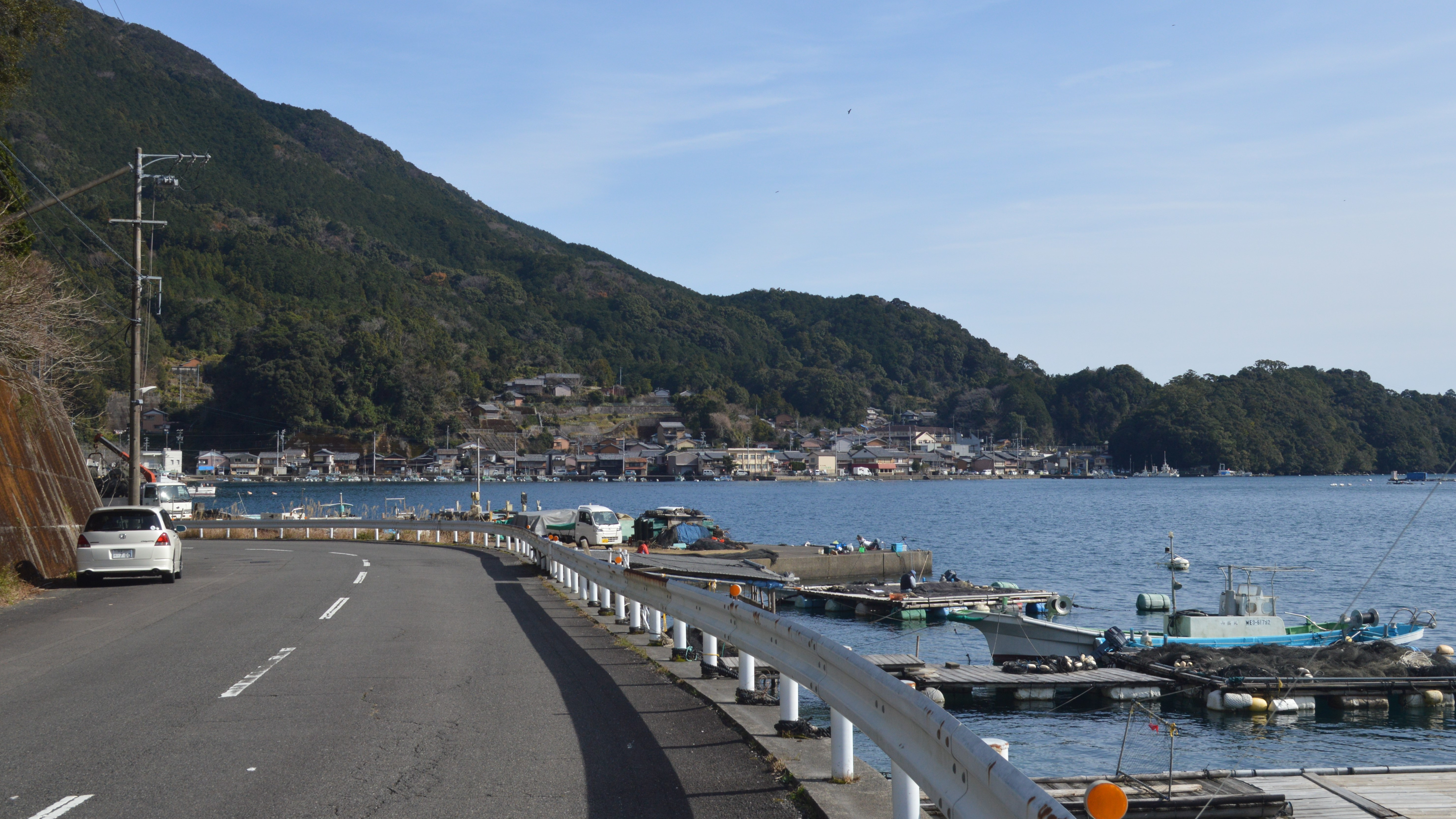
九鬼集落と九鬼湾

1938年（昭和13年）頃には木造講堂が建設され、1953年（昭和28年）頃には木造校舎が建設されている。1954年（昭和29年）6月20日には北牟婁郡尾鷲町・九鬼村・須賀利村・南牟婁郡北輪内村・南輪内村と合併して尾鷲市が発足し、九鬼村立九木小学校は尾鷲市立九鬼小学校に改称した。校名が「九木」（九木浦に由来）から「九鬼」となったのはこの際である。戦後の児童数のピークは1959年（昭和34年）であり、407人の児童が在籍していた。この頃の九鬼町はブリ漁で栄えており、1960年（昭和35年）には卒業生が79人を数えた。
九鬼町には私立の九鬼ひまわり幼稚園もあり、九鬼小学校の運動会は尾鷲市立九鬼中学校や九鬼ひまわり幼稚園と合同で開催していた。
晩年には岐阜県郡上市の郡上市立高鷲北小学校との交流事業を行っており、九鬼小学校の児童は隔年で高鷲北小学校を訪問していた。1983年（昭和58年）に早田小学校が開始した事業を引き継いだものである。1996年（平成8年）末にパソコンが配備されると、1997年（平成9年）2月には三重県下の小学校で3番目に公式ウェブサイトを開設し、高鷲北小学校に向けて電子メールでの交流も開始した。2004年（平成16年）には児童数が一桁にまで減少した。

### 閉校
1980年（昭和55年）には児童数が100人を下回り、1987年（昭和62年）には尾鷲市立早田小学校を統合した。現代の尾鷲市では少子高齢化が進行し、1966年（昭和41年）には尾鷲市立行野小学校、1981年（昭和56年）には尾鷲市立曽根小学校、1987年（昭和62年）には尾鷲市立早田小学校、1998年（平成10年）には尾鷲市立梶賀小学校、2001年（平成13年）には尾鷲市立須賀利小学校、2004年（平成16年）には尾鷲市立古江小学校が閉校している。
2009年（平成21年）3月には、小学校より一足早く九鬼中学校が閉校となった。2010年（平成22年）3月26日には九鬼小学校の閉校式が行われた。約18キロメートル離れた尾鷲市立賀田小学校に統合され、135年間の歴史に幕を閉じた。2009年度（平成21年度）の校長は直江篤であり、同年度の児童数は6人だった。開校以来の卒業生は計4,296人だった。